# Christiaan Cornelis Uhlenbeck
Pour les articles homonymes, voir Uhlenbeck.
Christianus Cornelius Uhlenbeck, né le 18 octobre 1866 à Voorburg et mort le 12 août 1951 à Lugano, est un linguiste, écrivain et anthropologiste néerlandais qui investigua plusieurs champs de recherche. Il écrit de nombreux articles, travaux et livres sur les langues germaniques et balto-slaves, le sanskrit, le basque et le pied-noir, une langue algonquienne.